# Vuelta Ciclista del Uruguay 1966
La 23.ª edición de la Vuelta Ciclista del Uruguay se disputó entre el 2 y el 10 de abril de 1966.
La victoria fue para Tomás Calixto Correa, primer sanducero en ganar la carrera. El "rey" Walter Moyano debió conformarse con la segunda plaza mientras que tercero se ubicó Roberto Bica. El hermano del ganador, Jorge Correa ganó el premio esprínter y el Atenas de Mercedes ganó la clasificación por equipos.

## Etapas
| Etapa | Fecha       | Recorrido           | km       | Ganador (equipo)                        |
| 1.ª   | 2 de abril  | Montevideo-Florida  | 155,9    | Tomás Correa (Wanderers de Paysandú)    |
| 2.ª   | 3 de abril  | Florida-San José    | 190,5    | Orlando Aguirre (Olimpia)               |
| 3.ª   | 4 de abril  | San José-Colonia    | 157,6    | Adolfo Suárez (Belo Horizonter)         |
| 4.ª   | 5 de abril  | Colonia-Mercedes    | 182      | Rúben Etchebarne (Atenas de Mercedes)   |
| 5.ª   | 6 de abril  | Mercedes-Paysandú   | 199,1    | Vid Cencic (Nacional)                   |
| 6.ª   | 7 de abril  | Paysandú-Salto      | 151,4    | René Pezzatti (San Antonio de Paysandú) |
| 7.ª   | 8 de abril  | Paysandú            | 50 (CRI) | Walter Moyano (Punta del Este)          |
| 8.ª   | 9 de abril  | Paysandú-Trinidad   | 198,5    | Leonel Coussan (Nacional de San Carlos) |
| 9.ª   | 10 de abril | Trinidad-Montevideo | 190,9    | Leonel Coussan (Nacional de San Carlos) |

### Clasificación individual
| Pos. | Ciclista          | Equipo                 | Tiempo           |
| ---- | ----------------- | ---------------------- | ---------------- |
| 1.º  | Tomás Correa      | Wanderers de Paysandú  | 38 h 40 min 04 s |
| 2.º  | Walter Moyano     | Punta del Este         | a 1 min 03 s     |
| 3.º  | Roberto Bica      | Policial               | a 1 min 31 s     |
| 4.º  | Vid Cencic        | Nacional               | a 2 min 37 s     |
| 5.º  | Jorge Correa      | Wanderers de Paysandú  | a 2 min 45 s     |
| 6.º  | Orlando Aguirre   | Olimpia                | a 2 min 51 s     |
| 7.º  | Oscar Almada      | Olimpia                | a 3 min 44 s     |
| 8.º  | Rúben Etchebarne  | Atenas de Mercedes     | a 4 min 05 s     |
| 9.º  | Franklin Placeres | Maroñas                | a 4 min 05 s     |
| 10.º | Francisco Pérez   | San Antonio de Florida | a 4 min 38 s     |

### Clasificación por equipos
| Pos. | Equipo                 | Tiempo            |
| ---- | ---------------------- | ----------------- |
| 1.º  | Atenas de Mercedes     | 116 h 40 min 47 s |
| 2.º  | Club Atlético Policial | a 12 min 08 s     |
| 3.º  | Club Atlético Olimpia  | a 36 min 05 s     |